# Ајола (Илиноис)
Ајола (енгл. Iola) град је у америчкој савезној држави Илиноис.

## Демографија
По попису из 2010. године број становника је 141, што је 30 (-17,5%) становника мање него 2000. године.
| Група             | 2000.       | 2010.       |
| Белци             | 167 (97,7%) | 135 (95,7%) |
| Афроамериканци    | 0 (0,0%)    | 0 (0,0%)    |
| Азијати           | 0 (0,0%)    | 0 (0,0%)    |
| Хиспаноамериканци | 0 (0,0%)    | 3 (2,1%)    |
| Укупно            | 171         | 141         |